# Svarttjärnen (Fryksände socken, Värmland, 667141-133118)
Svarttjärnen är en sjö i Torsby kommun i Värmland och ingår i Göta älvs huvudavrinningsområde.